# Temenoujka Petkova
Temenoujka Petkova (Теменужка Петкова, en bulgare), née le 18 janvier 1967 à Sofia, est une femme politique bulgare, membre des Citoyens pour le développement européen de la Bulgarie (GERB). 
Elle est ministre de l'Énergie de novembre 2014 à janvier 2017 et de mai 2017 à mai 2021, puis ministre des Finances depuis janvier 2025.